# TFIP11
TFIP11‏ (Tuftelin interacting protein 11) هوَ بروتين يُشَفر بواسطة جين TFIP11 في الإنسان.

## التفاعل
لقد ثبت أن TFIP11 يتفاعل مع Tuftelin.